# Тамбовска област
Тамбовска област (рус. Тамбовская область) је конститутивни субјект Руске Федерације са статусом области на простору Средишњег федералног округа у европском делу Русије.
Административни центар области је град Тамбов.

## Етимологија
Област носи име по административном центру, граду Тамбову. Град је основан 1636. године, а првобитни назив града био је Тонбов.
Реч тонбов, на руском значи мали, малешни и овде се повезује са предложеним местом за прву тврђаву која је подигнута на месту будућег града поред „мале реке“. Постоји и друга теорија где се корен проналази у мокша речи: томба —вртлог.

## Становништво
| 1989.     | 2002.     | 2010.     |
| --------- | --------- | --------- |
| 1,320,763 | 1,178,443 | 1,091,994 |